# Casa l'Ametlla
Casa l'Ametlla és un monument del municipi de Castelló d'Empúries (Alt Empordà) inclòs en l'Inventari del Patrimoni Arquitectònic de Catalunya.

## Descripció
Situada dins l'antic nucli emmurallat de la població, a poca distància de la basílica de Santa Maria, l'edifici ocupa la cantonada entre els carrers Capellans i Caserna.
Conjunt edificat en forma de L, ubicat al voltant d'un jardí i d'una eixida de planta rectangular, que consta de planta soterrani, planta baixa, primera planta i altell.

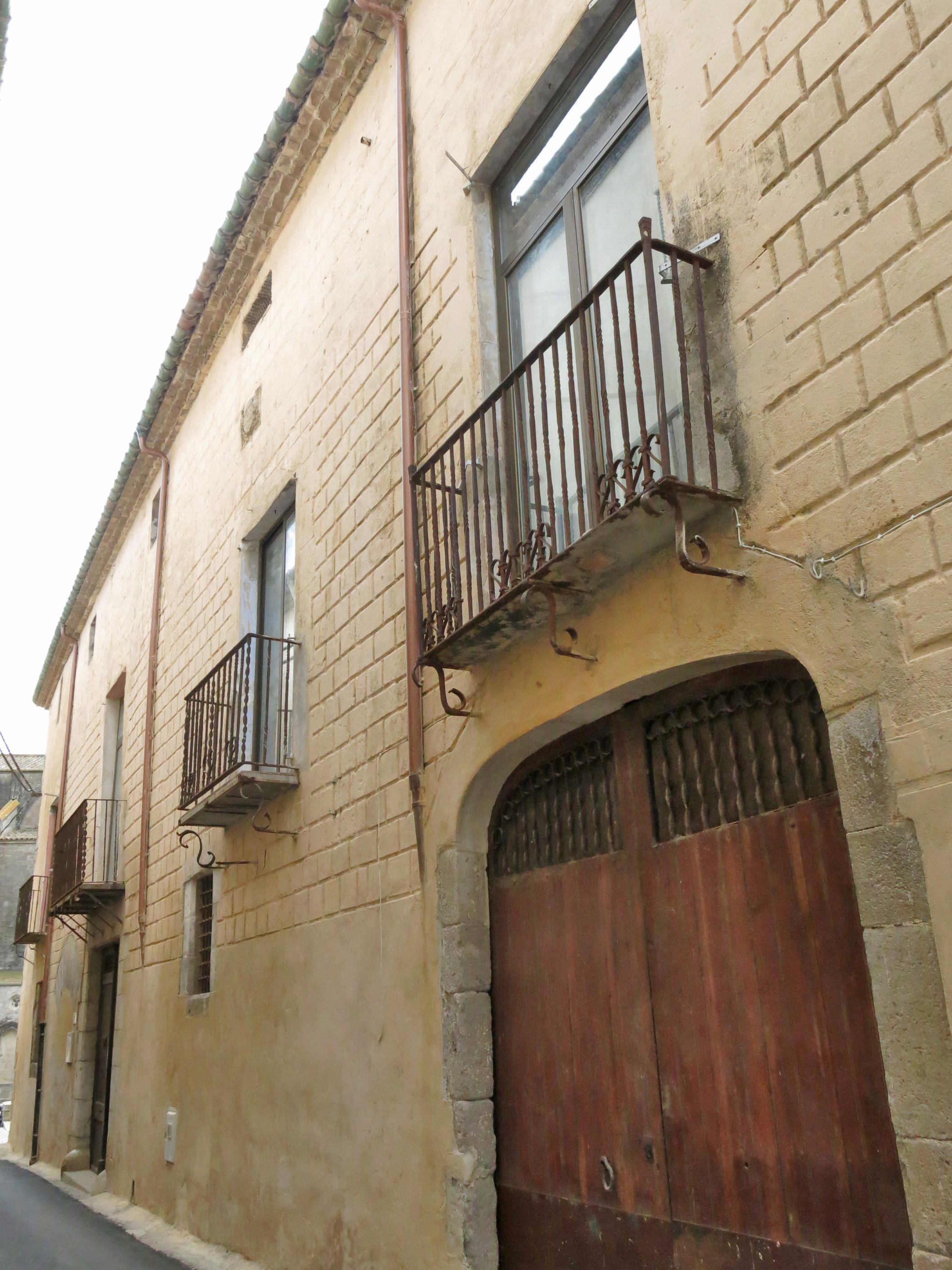
Façana del carrer Capellans

El cos principal està format per quatre crugies perpendiculars a la façana principal. El soterrani té les cobertes de voltes grasses, probablement corresponents a anteriors edificacions que ja existien abans de la construcció de l'edifici. La planta baixa està coberta amb voltes d'aresta bastides amb maons (vestíbul) i sustentades per petits pilastres adossats als murs. La caixa d'escala es troba coberta amb una cúpula semiesfèrica sobre petxines, coronada per una llanterna octogonal que il·lumina l'interior de l'escala a través d'unes petites finestres rectangulars. La cúpula està decorada amb quatre figures escultòriques situades a les petxines, que probablement representen els quatre elements naturals. En aquesta planta també es documenten les quadres pel bestiar.
A la primera planta destaca la gran sala i algunes sales amb obertures motllurades. La façana principal presenta un revestiment estucat força malmès, que imita un parament de carreus de pedra, amb les juntes en baix relleu. La porta d'accés a l'edifici, adovellada, és rectangular i amb la llinda plana. Al seu costat hi ha un gran portal d'arc de mig punt adovellat, actualment tapiat, i dues finestres rectangulars amb dovelles de pedra picada. A la primera planta, les obertures són balcons d'obertura rectangular, formats per voladissos d'una sola llosa de pissarra, suportats per passamans metàl·lics de les mateixes característiques que la reixa de la barana. A la planta altell, les obertures corresponen a petites finestres quadrades.

## Història
Les primeres dades relacionades amb aquesta casa mencionen la seva compra per part de Felip Pastell (1718) al "Real Patrimonio", juntament amb altres finques de Castelló d'Empúries i Siurana. L'edifici fou concebut com a casa d'estiueig.
Després de Felip Pastell va passar a mans de la família Fluvià d'Olot i posteriorment a la família Mas de Xexas, també d'Olot.
Aquesta casa pairal va ser la primera del poble que va tenir una vaqueria. Tancaven les vaques en una de les quadres de la casa i allà mateix es venia la llet que donaven. El normal per l'època era que les pastures fossin lliures, no que residissin en una casa dins del poble tancades.